# Growshops
Grow shop "loja crescer ou Cultivo, refere-se a uma loja de comércio de produtos principalmente para o crescimento de plantas no interior. Em um sentido amplo, uma loja grow pode variar de uma loja de venda de sistemas hidropônicos exclusivamente para a horticultura, e também para as lojas relacionadas com o cultivo da cannabis,com adubos, vasos e sistemas de rega e iluminação. Estes produtos são utilizados para simular o ambiente ideal para o desenvolvimento da planta.
Atualmente estuda-se os possíveis usos médicos que a cannabis pode ser útil, o que tem gerado novamente alguma polémica. Os seus defensores afirmam que há evidências para as quais existe benefícios para eliminar as náuseas da quimioterapia, e no tratamento contra a SIDA, bem como o como o combate à falta de apetite.
Também pode ajudar a reduzir a pressão de fluidos nos olhos, associados ao glaucoma. Há numerosos estudos que demonstraram ajudar a reduzir o medo e os tremores causados pela esclerose múltipla. Outras visões mais restritivas afirmam que existem igualmente tratamentos e medicamentos, que são legais e mais eficientes, podendo ser comparáveis à marijuana, se bem que os críticos argumentam que essa maior eficiência não foi ainda provada nem demonstrada em laboratório pela comunidade científica.
Uma investigação levada a cabo pela Universidade Complutense de Madrid, demonstrou que a cannabis pode ter ter muitos benefícios contra o cancro. O princípio ativo da planta é capaz de eliminar as células cancerígenas, ao matá-las e ao mesmo tempo manter vivas as células saudáveis.
Em Portugal a The Art of Joint foi a primeira loja a abrir ao público, agora existem diversas growshops em todo o Pais : Porto, em Gaia, Faro, Póvoa de Varzim, em Matosinhos, em Braga, em Lisboa, em Coimbra, em Leiria, em Chaves, em Setúbal,em Vila Franca de Xira, em Albufeira e muitas outras que mais cedo ou mais tarde vão abrir.